# Tomas Colbengtson
Curt Tomas Colbengtson, född 31 mars 1957 i Tärnaby, är en sydsamisk bildkonstnär. Han arbetar med grafik, måleri, skulptur och digital konst.
Tomas Colbengtson växte upp i sydsamisk miljö i byn Björkvattnet söder om Tärnaby (Dearna) i Storumans kommun. Han utbildade sig i skulptur på Konstskolan Idun Lovén i Stockholm 1984–1986 samt i måleri på Konstfack i Stockholm 1986-1991 och på Konsthögskolan Valand i Göteborg 1995-1996. Han var 1998 och 2018 artist in residence på Kungliga Tekniska högskolan i Stockholm. 
Tomas Colbengtson har sedan 2012 varit lärare i grafik- och screentryck på Konstfack. Han är initiativtagare till det internationella residensprogrammet för dagens urfolkskonstnärer Sápmi Salasta (Sápmi omfamnar), som startades 2018 drivits av Skellefteå museum Anna Nordlander och senare av Aelies, Samiskt kulturcenter i Tärnaby.

## Offentliga konstverk i urval
- Tsiegle (Vägvisaren), stenar och överfångsglas, fotografier, Konstvägen sju älvar: vid foten av Satsfjället, mellan Saxnäs och Borgafjäll, 2018[3]